# Совіко
Совіко (італ. Sovico) — муніципалітет в Італії, у регіоні Ломбардія,  провінція Монца і Бріанца.
Совіко розташоване на відстані близько 500 км на північний захід від Рима, 22 км на північ від Мілана, 8 км на північ від Монци.
Населення — 8381 особа (2014).

## Демографія
Населення за роками:

Станом на 1 січня 2023 року в муніципалітеті офіційно проживали 633 іноземці з 48 країн, серед них 161 громадянин країн Євросоюзу та 46 громадян України.

## Сусідні муніципалітети
- Альб'яте
- Ліссоне
- Тріуджо